# Amedeo Ambron
Amedeo Ambron (Benevento, 23 gennaio 1939) è un ex pallanuotista italiano.
Vinse ai Giochi olimpici di Roma 1960 la medaglia d'oro con la squadra italiana composta, oltre dallo stesso Ambron, da Danio Bardi, Giuseppe D'Altrui, Salvatore Gionta, Giancarlo Guerrini, Franco Lavoratori, Gianni Lonzi, Luigi Mannelli, Rosario Parmegiani, Eraldo Pizzo, Dante Rossi e Brunello Spinelli. In carriera ha giocato con la Rari Nantes Napoli e le Fiamme Oro.